# Itylos sibylla
Itylos sibylla är en fjärilsart som beskrevs av Kirby. Itylos sibylla ingår i släktet Itylos och familjen juvelvingar. Inga underarter finns listade i Catalogue of Life.